# Vyzina

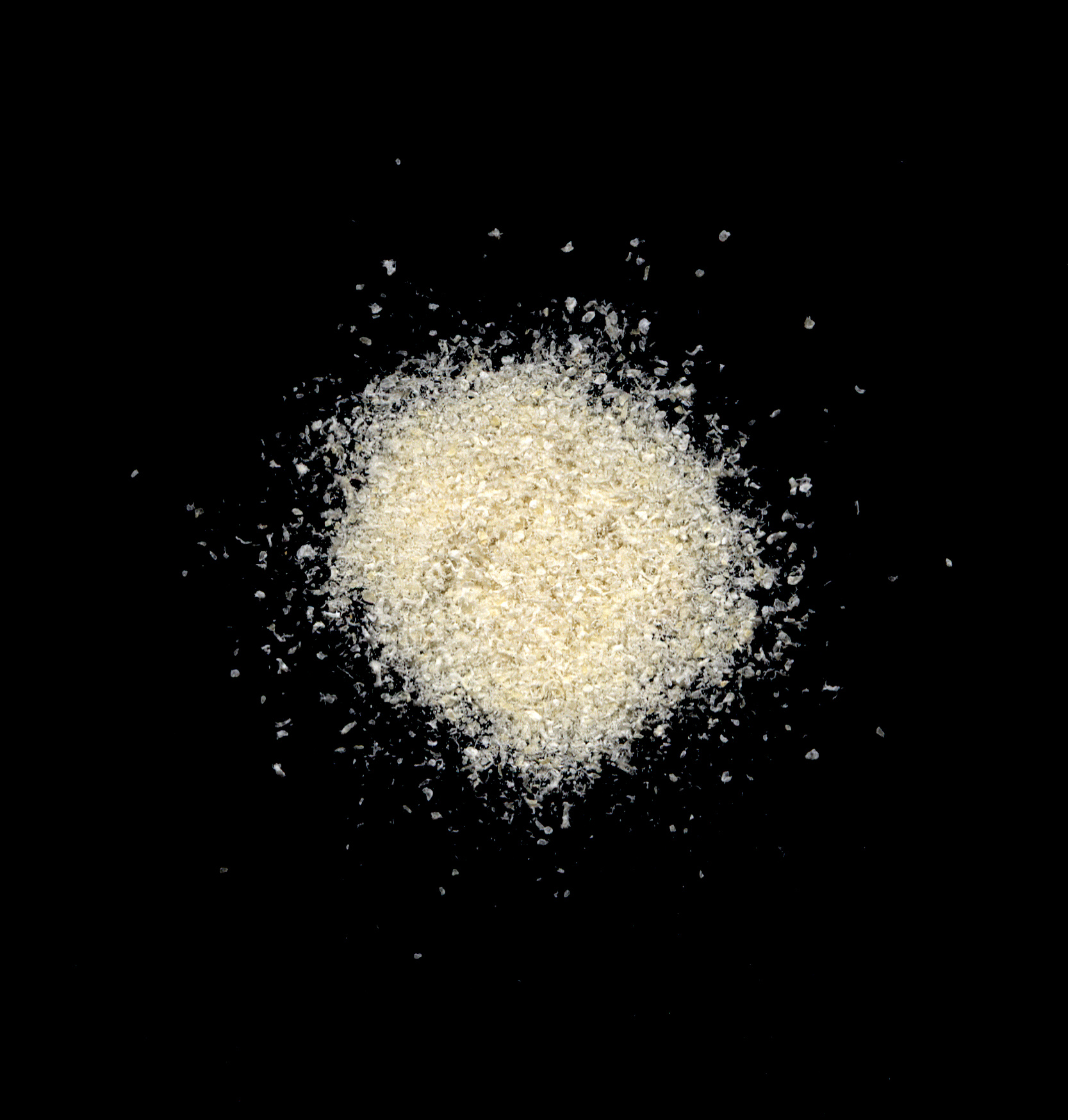
Vyzina

Vyzina je látka získaná ze sušených plovacích měchýřů jeseterovitých ryb. Jedná se o druh kolagenu, který se používá zejména jako čiřidlo při výrobě kvasných nápojů, tedy především vína a piva. Vařením z ní lze též připravit speciální vysoce lepivý rybí klih, který se používá při některých malířských technikách, zejména v restaurátorství při zlacení.
Vyzina se původně připravovala pouze z jeseterovitých ryb, zejména z měchýřů vyz velkých. V roce 1795 však skotský vynálezce William Murdoch přišel s levnější náhražkou, když použil tresky. Tato inovace pak v řadě zemí nahradila drahou vyzinu dováženou z Ruska.